# Caroline Hart
Caroline „Caz“ Hart ist eine ehemalige britische Biathletin.

## Karriere
Caz Hart trat international nie in Erscheinung, war aber national in der Mitte der 2000er Jahre eine erfolgreiche Athletin. 2005 gewann die für die Royal Artillery startende Sportsoldatin gemeinsam mit Lisa Hodgson im einmalig ausgetragenen Supersprint den Titel. Im Jahr darauf gewann sie in allen drei Mannschaftswettbewerben – Staffel, Team und Militärpatrouille – die Silbermedaille. 2007 wurde sie im Team und im Massenstart Doppelmeisterin. Zudem gewann Hart Silber mit der Staffel und in der Militärpatrouille. Seitdem nahm sie auch an nationalen Meisterschaften nicht mehr teil.